# Anisothecium clathratum
Anisothecium clathratum là một loài Rêu trong họ Dicranaceae. Loài này được (Hook. f. & Wilson) Broth. mô tả khoa học đầu tiên năm 1924.